# Matrimonio de papel
Matrimonio de papel fue una teleserie chilena producida y emitida por Canal 13 durante el primer semestre de 1985. Obtuvo 30,0 puntos de índice de audiencia promedio. 
Es creada y escrita por el dramaturgo, Lenon Merino, producida por Ricardo Larenas, dirigida por Óscar Rodríguez Gingins, bajo el núcleo de contenidos de Ricardo Miranda.

## Argumento
Claudia Robinson (Gloria Münchmeyer), directora de la revista "Confidente", está interesada en publicar una crónica durante el verano, que relate las intimidades y vivencias de un matrimonio. Los artículos y testimonios de la pareja entrevistada deberán ser un verdadero espejo de sus errores o aciertos, de sus éxitos o fracasos y servirán de ejemplo para las lectoras que están casadas. 
La búsqueda de la pareja se hace difícil. La idea es recogida por su sobrino, Andrés (Miguel Ángel Bravo), quien es un estudiante de periodismo que se plantea el desafío y le propone a dos compañeros, Verónica Gómez (Rebeca Ghigliotto) y Rodrigo Dellany (Bastián Bodenhöfer) la búsqueda de la pareja. 
La pareja de compañeros decide aceptar la propuesta y escribe el primer artículo, el cual es aceptado y publicado por la revista. 
"V & R" se hicieron populares, queridos y casi líderes, quienes aparecen ante el público como el matrimonio perfecto. Toda Latinoamérica los observaba, la televisión se interesaba por ellos, el comercio fabricó objetos con su nombre y una radioemisora organizó un concurso para descubrir quién era "V & R". 
Todo comenzó como un juego producto de un trabajo que tuvieron que hacer para la escuela de periodismo, en el cual obtuvieron excelente calificación. Desenterrando esas historias creadas para su trabajo, los tres amigos, Andrés, Verónica y Rodrigo, se vieron enfrentados a una serie de situaciones que no pudieron parar y que no sabían en un momento determinado, cómo decir que todo era un engaño.

## Reparto
- Bastián Bodenhöfer como Rodrigo Dellany
- Rebeca Ghigliotto como Verónica Gómez
- Gloria Münchmeyer como Claudia Robinson
- Nelly Meruane como Natalia López
- Juan Carlos Bistotto como Felipe Labarca
- Gloria Laso como Emilia Ramos
- Enrique Heine como Carlos Dellany
- Carmen Barros como Marcela Dellany
- Shlomit Baytelman como Carolina Dellany
- Roberto Poblete como Mauricio Poblete
- Myriam Palacios como María Chamorro
- Miguel Ángel Bravo como Andrés Bravo
- Claudia Di Girolamo como Carmen Pérez
- Héctor Noguera como Javier Moyano
- Matilde Broders como Laura González
- Rubén Darío Guevara como Herbert Kleine
- Silvia Novak como Fernanda
- Blanca Löwe como Teresa Galarce
- Erto Pantoja como Angello Preti
- Elizabeth Hernández
- Agustín Moya como Gerardo Robinson
- Hugo Medina como Gabriel Román
- Julio Jung como Julio Tamayo
- Peggy Cordero como Silvia Vega
- Cecilia Cucurella como Rosita Consuelo Gómez
- Armando Fenoglio como Renato
- Marta Cáceres
- Patricia Ibarra
- Reinaldo Vallejo como Francisco
- Esperanza Silva como Pamela

## Banda sonora
- El póster azul (Eduardo Valenzuela)

## Curiosidades
- Es una de las teleseries más cortas que ha producido Canal 13. Duró sólo 50 capítulos, si bien estos eran de 90 minutos. Un día a la semana duraba 40 minutos (por la Franja Cultural) y un día 2 horas, y los otros 3 días la daban en 90 minutos.
- Su retransmisión fue entre el lunes 14 de diciembre de 1987 y el viernes 19 de febrero de 1988 a las 19:15.
- Su tema central, interpretado por Soledad Guerrero, es casi idéntico a "Banho de espuma", de la brasileña Rita Lee.
- Parte de su banda sonora, estuvo compuesta por la canción "El póster azul" de Eduardo Valenzuela.
- Gracias a esta teleserie, vuelve a sobrevivir el área dramática de Canal 13. Donde se levanta del fracaso de Andrea, justicia de mujer más adelante habría un fracaso con la teleserie Vivir así, que pierde ante la teleserie de TVN Las dos caras del amor.